# Jan Stefan Manitius
Jan Stefan Manitius (ur. 19 kwietnia 1911 w Zduńskiej Woli, zm. 14 czerwca 1996 w Krakowie) – polski inżynier, specjalista w zakresie elektrotechniki, automatyki napędu, energoelektroniki.

## Życiorys
Urodził się w Zduńskiej Woli 19 kwietnia 1911 roku.
Studia na Wydziale Elektrycznym Politechniki Warszawskiej ukończył w 1935 roku, uzyskując dyplom inżyniera elektryka, ze specjalnością maszyny elektryczne.
Tytuł naukowy profesora nadzwyczajnego uzyskał w 1954 roku, profesora zwyczajnego w 1964 roku.
W latach 1936–1939 pracował w Państwowych Zakładach Tele- i Radiotechnicznych w Warszawie, zajmując się głównie maszynami elektrycznymi do zasilania dużych radiostacji. Opracował wówczas szereg oryginalnych konstrukcji maszyn, które następnie zostały opatentowane. Po wybuchu wojny został ewakuowany wraz z częścią załogi PZTiR do Rumunii. Stamtąd przedostał się do Francji, gdzie otrzymał przydział do 2 Dywizji Strzelców Pieszych Armii Polskiej. Podczas internowania w Szwajcarii został przydzielony do obozu uniwersyteckiego w Winterthur, gdzie pod opieką Politechniki w Zurichu zorganizowano kształcenie internowanych żołnierzy. Sprawował tam funkcję asystenta maszyn elektrycznych (1940-1941) przy szwajcarskim wykładowcy na Wydziale Elektrotechniki. W latach 1941–1942 prowadził wykłady z teorii maszyn komutatorowych i transformatorów oraz ćwiczenia z konstrukcji transformatorów. Współpracował ponadto z Katedrą Maszyn Elektrycznych Politechniki w Zurichu jako asystent wolontariusz wykonując prace badawcze z dziedziny teorii maszyn elektrycznych.
W 1945 roku powrócił do Polski i objął stanowisko starszego asystenta, a od 1947 roku – adiunkta w Katedrze Budowy Maszyn Elektrycznych Politechniki Śląskiej w Gliwicach. Jednocześnie (1946-1947) pracował w Biurze Projektów Maszyn Elektrycznych w Katowicach na stanowisku kierownika Działu Studiów. W 1948 roku został kierownikiem Działu Elektrycznego Biura Projektów Urządzeń Hutniczych „Biprohut” w Zabrzu. Zorganizował wówczas ścisłą współpracę tej jednostki z Katedrą Budowy Maszyn Elektrycznych Politechniki Śląskiej.
Od 1952 roku związany z Akademią Górniczo-Hutniczą w Krakowie, gdzie zorganizował Katedrę Elektrotechniki Hutniczej oraz Wydział Elektryfikacji Górnictwa i Hutnictwa, którego został pierwszym dziekanem (1952-1954). W latach 1956–1961 pełnił też funkcję Prorektora ds. Nauczania AGH. Był organizatorem i długoletnim dyrektorem Instytutu Automatyki Napędu i Urządzeń Przemysłowych AGH.
W 1981 roku odszedł na emeryturę.
Piastował liczne funkcje w centralnych organach naukowych jako: przewodniczący Komisji Głównej w Komitecie Nauki i Techniki (1968-1972), przewodniczący Zespołu Struktur i Programów w Radzie Głównej Szkolnictwa Wyższego Nauki i Techniki (1971-1973) oraz przewodniczący Zespołu Dydaktyczno-Wychowawczego Elektrotechniki przy Ministerstwie Nauki, Szkolnictwa Wyższego i Techniki (1962-1972).
Autor publikacji naukowych poświęconych problematyce dotyczącej teorii układów elektromechanicznych i sterowania z zastosowaniem energoelektroniki. Do najważniejszych jego publikacji książkowych należą:
- Napędy elektryczne maszyn wyciągowych, 1957,
- Hutnicze napędy elektryczne. T. 1,
- Teoretyczne podstawy napędu (1963). T. 2,
- Automatyka napędów (1972).
- Projektowanie przekształtników tyrystorowych (1974)

Autor ponad 35 artykułów naukowych oraz ponad 50-ciu patentów i zastrzeżeń patentowych w latach 1964–1982. Promotor 12 rozpraw doktorskich.
Szczególnie zasłużony w dziedzinie przekształtnikowych napędów elektrycznych. Stworzył naukowe podstawy tych napędów i zapewnił przemysłowe wdrożenia wielu nowatorskich rozwiązań. Zdobyte doświadczenie w dziedzinie teorii i projektowania, zaowocowało wieloma nowatorskimi rozwiązaniami układów sterowania i regulacji napędów elektrycznych w polskim hutnictwie. Podczas budowy Huty im. Lenina został powołany na technicznego doradcę dyrekcji.
Członek Stowarzyszenia Elektryków Polskich (od 1950 roku), członek Koła SEP nr 16 przy AGH, członek Zarządu Oddziału Krakowskiego SEP (1960-1965).
Członek Komitetu Elektrotechniki PAN oraz licznych rad naukowych instytutów naukowo-badawczych. Przez wiele lat przewodniczący Rady Nadzorczej Instytutu Fizyki i Techniki Jądrowej AGH. Doktor honoris causa AGH (1994).
Zmarł 14 czerwca 1996 roku, pochowany w Krakowie na Cmentarzu Rakowickim.

### Odznaczenia i nagrody
- Złoty Krzyż Zasługi,
- Srebrny Krzyż Zasługi,
- Krzyż Oficerski Orderu Odrodzenia Polski,
- Krzyż Komandorski Orderu Odrodzenia Polski,
- Order Sztandaru Pracy,
- Medal Komisji Edukacji Narodowej,
- tytuł: Zasłużony Nauczyciel PRL,
- tytuł honorowy: Zasłużony dla AGH,
- Nagroda Państwowa Zespołowa II stopnia,
- liczne Nagrody Rektora za działalność naukową i dydaktyczną,
- Srebrne i Złote Odznaczenie Honorowe SEP,
- Złota Odznaka Honorowa NOT,
- Medal im. prof. M. Pożaryskiego,
- tytuł: Zasłużony Senior SEP,
- godność członka honorowego SEP[1].